# Syringasäure
Syringasäure ist eine organisch-chemische Verbindung aus der Gruppe der Hydroxybenzoesäuren, die in verschiedenen Pflanzen, vor allem aber in blauen Beeren wie der Heidelbeere oder der blauen Weintraube, vorkommt. Sie entsteht weiterhin als ein Zersetzungsprodukt des Anthocyanfarbstoffs Oenin. Sie ist ein Dimethylether der Gallussäure.
Der Name der Säure stammt – analog zu Syringol, Syringaalkohol, Syringaaldehyd oder Acetosyringon – von der lateinischen Bezeichnung des Flieders (Syringa), da sie sich vom Glucosid Syringin ableiten lässt, welches erstmals in der Rinde des Flieders entdeckt wurde.

## Eigenschaften
Durch Decarboxylierung von Syringasäure entsteht Syringol.

## Verwendung
In der Archäologie wird mit Hilfe der Syringasäure bestimmt, ob beispielsweise gefundene Amphoren mit Weiß- oder Rotwein gefüllt waren, da sie nur in letzterem enthalten ist.